# Pseudonapomyza nigralis
Pseudonapomyza nigralis är en tvåvingeart som beskrevs av Spencer 1961. Pseudonapomyza nigralis ingår i släktet Pseudonapomyza och familjen minerarflugor.
Artens utbredningsområde är Etiopien. Inga underarter finns listade i Catalogue of Life.